# Ngozi Okonjo-Iweala
Ngozi Okonjo-Iweala (Ogwashi-Ukwu, Delta állam, 1954. június 13. –) igbó származású nigériai közgazdász, politikus, a Kereskedelmi Világszervezet főigazgatója (2021 óta).

## Pályafutása
1954 júniusában született, a Niger deltavidékének egyik kisvárosában, a Delta állambeli Ogwashi-Ukwúban. 19 évesen került a Harvard Egyetemre, ahol – magna cum laude minősítéssel – 1976-ban közgazdasági diplomát, majd a Massachusettsi Műszaki Egyetem PhD-fokozatot szerzett (1981) regionális közgazdaságtan és fejlesztés témában.
A Világbanknál helyezkedett el, ahol 25 éven át dolgozott, és ügyvezető igazgatóként a második legmagasabb posztig vitte. A polgári kormányzás helyreállítását követően 1999-ben visszatért Nigériába – családját is hátrahagyva –, ahol pénzügyminiszterként két alkalommal (2003–2006 és 2011–2015 között), illetve egy rövid ideig külügyminiszterként (2006) dolgozott a korrupció miatt a csőd szélére jutott hazája megreformálásáért. Mindkét tárca élén ő volt az első nő. A gazdasági reformjai során elérte, hogy a költségvetést függetlenítették az olajártól, így, ha az magas, az olajtermelő ország pénzt tud félretenni. Az olajszektorban a korrupció felszámolására tett eredményes kísérleteivel ellenségeket is szerzett magának, különösen a fűtőanyaggal feketézőket haragította magára. 2014-ben a Time magazin a világ 100 legbefolyásosabb embere közé sorolta. Az Egészségügyi Világszervezet (WHO) által koordinált Globális Vakcinaszövetség (GAVI) elnöke volt 2016 és 2020 között.

### WTO-főigazgató
2021 februárjában megválasztott a 164 tagállamot tömörítő, genfi székhelyű Kereskedelmi Világszervezet (WTO) főigazgatójának, majd március 1-jén elfoglalta hivatalát. Személyében ő lett az első női, egyben az első afrikai, aki elfoglalhatta ezt a pozíciót.
2021 végén a Politico Europe Európa legbefolyásosabb embereinek éves rangsorában a „felforgatók” kategória 2. helyére tette. Megbízatásának első részét arra fordította, hogy a gazdag országokat rávegye arra, hogy a Covid19-vakcinákból a fejlődő országoknak is szállítsanak. Ennél is nagyobb kihívást jelenthet számára ugyanakkor a szétesőben lévő globális rendszer reformja, ahol az Amerikai Egyesült Államok, Kína és a WTO további 162 tagja között kell közvetítenie, és olykor évtizedes patthelyzeteket feloldania.